# Ali Bongo
Ali Ben Bongo Ondimba (geboren als  Alain-Bernard Bongo, Brazzaville (Frans-Equatoriaal-Afrika), 9 februari 1959) is een Gabonees politicus. Hij was president van Gabon van 16 oktober 2009 tot 30 augustus 2023, toen hij na een militaire staatsgreep werd afgezet.

## Politieke loopbaan
Bongo is de zoon van Omar Bongo, die van 1967 tot aan zijn dood in 2009 president was van Gabon. Van 1989 tot 1991 was Ali Bongo minister van Buitenlandse Zaken en van 1999 tot 2009 minister van Defensie. Van 1991 tot 1999 was hij afgevaardigde voor de stad Bongoville in de Assemblée nationale.

### Presidentschap
Tijdens de presidentsverkiezingen van 2009, volgend op zijn vaders dood, was Bongo kandidaat voor de PDG. Hij won de verkiezingen volgens de officiële uitslag met 42% van de stemmen. Zeven jaar later, in augustus 2016, werd Bongo met een zeer nipte marge herkozen als president. Hij zou 49,80% van de stemmen hebben gekregen, tegen 48,23% voor zijn tegenstrever Jean Ping. De oppositie erkende Bongo's overwinning niet. Op 7 januari 2019 vond tegen Bongo een militaire staatsgreep plaats, die echter mislukte.
In oktober 2021 werd Ali Bongo geciteerd in de Pandora Papers, een verzameling documenten over het gebruik van offshore-bedrijven in belastingparadijzen, Ali Bongo zou de begunstigde zijn geweest van twee bedrijven die inmiddels waren ontbonden.
Op 26 augustus 2023 werd Bongo herkozen voor een derde termijn als president met 64,27 procent van de uitgebrachte stemmen. Enkele dagen later volgde een militaire staatsgreep. Bongo werd onder huisarrest geplaatst en generaal Brice Oligui nam de macht over.

#### Premiers onder Bongo
Onder het presidentschap van Bongo hebben de volgende premiers gediend:
- Paul Biyoghé Mba (2009-2012)
- Raymond Ndong Sima (2012-2014)
- Daniel Ona Ondo (2014-2016)
- Emmanuel Issoze-Ngondet (2016-2019)
- Julien Nkoghe Bekale (2019-2020)
- Rose Christiane Raponda (2020-2023), vervolgens vicepresident (2023)
- Alain Claude Bilie By Nze (2023)